# بینچینو
بینچینو (به لهستانی:  Bięcino) یک روستا در لهستان است که در گمینا دامنگتسا واقع شده‌است. بینچینو ۲۲۰ نفر جمعیت دارد.